# Note (företag)
NOTE AB är en svensk elektroniktillverkare (kontraktstillverkning). Företaget tillverkar främst kretskort och integration av kompletta produkter. Huvudkontoret ligger i Stockholm. Koncernen har tolv egenägda fabriker i Sverige, Bulgarien, Estland, Kina, Storbritannien och Finland. En del fabriker har även tillgång till renrumstillverkning där man bland annat hanterar mikroelektronik, wire-bonding eller annan tillverkning som kräver rena utrymmen.

## Historia

### Eurosupply
NOTE-koncernen har sitt ursprung i Eurosupply AB i Arninge med ett dotterbolag i Polen, som i sin tur grundades på initiativ av Erik Stenfors 1999. Affärsidén var att förmedla tillverkningsuppdrag från Sverige till fabriker i Centraleuropa. Under början av år 2000 förvärvade Eurosupply två kontraktstillverkare, Norrtelje Elektronik i Norrtälje och Trienta Elektronik i Torsby, som resulterade att NOTE-koncernen bildades, där NOTE är en akronym för Norrtelje Technologies. Koncernen börsnoterades sedan under år 2004 på Nasdaq OMX Stockholm.
År 2018 förvärvade koncernen en ny fabrik i England som numera heter NOTE Windsor. Koncernen har under 2016–2020 uppnått en tillväxt på cirka 13–15 procent per år. 
I april 2021 valde företaget att man kommer att satsa mer på marknader vars kunder utvecklar energi- och miljörelaterade tekniker som bidrar till en mer hållbar planet. Detta ledde till att koncernen även införde produktområdet Greentech med produkter som laddstolpar för el- och hybridbilar.